# Shirene Human
Shirene Human (* 9. Januar 1980 in Johannesburg) ist eine ehemalige südafrikanische Eiskunstläuferin, die im Einzellauf startete.
In ihrer Karriere war sie neun Mal nationale Meisterin, nahm an den Olympischen Winterspielen 1998 in Nagano teil, und erreichte beim Eiskunstlauf das Finale, in dem sie Platz 24 erreichte. Shirene Human nahm an sechs Weltmeisterschaften teil und erreichte bei den Eiskunstlauf-Weltmeisterschaften 2000 in Nizza mit Rang 24 ihre beste Platzierung. Weitere internationale Wettkämpfe waren die Vier-Kontinente-Meisterschaften zwischen 1999 und 2005 sowie die Nebelhorn Trophy zwischen 1998 und 2004. 

## Ergebnisse (Auswahl)
| International                    | International | International | International | International | International | International | International | International | International | International |
| Wettbewerb/Saison                | 95/96         | 96/97         | 97/98         | 98/99         | 99/00         | 00/01         | 01/02         | 02/03         | 03/04         | 04/05         |
| -------------------------------- | ------------- | ------------- | ------------- | ------------- | ------------- | ------------- | ------------- | ------------- | ------------- | ------------- |
| Olympische Winterspiele          |               |               | 24.           |               |               |               |               |               |               |               |
| Eiskunstlauf-Weltmeisterschaften |               |               |               | 37.           | 24.           | 39.           | 35.           | 41.           |               | 39.           |
| Vier-Kontinente-Meisterschaften  |               |               |               | 13.           | 15.           | 18.           | 15.           | 16.           | 16.           | 18.           |
| National                         |               |               |               |               |               |               |               |               |               |               |
| Südafrikanische Meisterschaften  | 1.            | 1.            | 1.            | 1.            | 1.            | 1.            | 1.            | 1.            | 2.            | 1.            |